# Козак Валерій Васильович
Валерій Васильович Козак — український журналіст.

## Життєпис
Народився 10 червня 1949 року в селі Яреськи Полтавської області. Закінчив філологічний факультет Одеського державного університету ім. І. Мечникова (1973). Працював в сфері журналістики, видавничої справи.
Автор сценаріїв документальних фільмів: «Маковий синдром» (1986), «Бомба для приятеля» (1988). Був автором ідеї «Слід тисячоліть» — поєднання журналістів та інших людей з різних міст, що розташовані на 48-й паралелі. Видавав журнал «48 th parallel: Журнал про міста 48-ї паралелі». Але вийшло лише декілька номерів.
Валерій Козак помер у 2000 р.